# Аулофорус
Аулофорус (лат. Dero furcata) — вид водных малощетинковых червей из семейства Naididae. Представители размножаются почти исключительно бесполым путём.

## Биология и распространение
Выдерживает сильное загрязнение воды органикой, в связи с чем получил распространение в качестве домашней кормовой культуры. В следовых количествах аулофорус встречается во всех пресных водоёмах в климатических зонах от умеренной до тропической.

## Размножение
Основной способ размножения — вегетативный, весьма характерный для многих червей. У взрослой (достигшей длины 1—2 см) особи на теле образуются дополнительные ротовые отверстия, по которым происходит отделение новых особей. Таким образом чаще всего популяция червя (особенно при домашнем культивировании) представляет собой массу клонов общего предка. Половое размножение у аулофоруса происходит редко.

## Разведение
В плоскую ёмкость с большой поверхностью и глубиной воды 5-10 см помещаются плавающие на поверхности «кормушки» — сетчатые садки с нарезанным ломтиками кормом для червей (некиснущие овощи и трава — морковь, дыня, кабачок, крапива и т. п.). Желательно перемешивание (аэрация), для лучшего выхода требуются максимально частые подмены воды. В условиях слабой протоки с ёмкости 20-25 л можно получать прирост биомассы до 300 г/сут.
В последнее время аквариумистами освоен метод размножения в плоской ёмкости на мокром поролоне. В пластиковую неглубокую ёмкость укладывается трёх-пяти сантиметровый поролон и заполняется водой. Вода не достаёт до верха поролона на 5-8 мм. Сверху помещается порода аулофоруса и добавляется корм. В качестве корма используется овсяная мука. Можно использовать толокно или другую муку (пшеничную, ржаную). Нужно следить, чтобы корм не забродил. Кормление производится один раз в день небольшими порциями, рассыпая муку тонким слоем по всей поверхности поролона. Один раз в неделю поролон промывается, а смытого при промывании червя собирают с помощью плотной ткани или плотного сачка для промывки корма. Ёмкость заново запускают. Породу аулофоруса заново подсаживать не нужно. Она живёт в поролоне.